# Adliswil
Adliswil (gzu. Atlischwiil, Adlischwiil; hist. Adlisweil) – miasto i gmina (Politische Gemeinde) w północnej Szwajcarii, w kantonie Zurych, w okręgu (Bezirk) Horgen. Leży nad rzeką Sihl.

## Demografia
W Adliswil mieszkają 19 243 osoby. W 2021 roku 39,4% populacji gminy stanowiły osoby urodzone poza Szwajcarią.

## Transport
Przez teren miasta przebiegają autostrada A3 oraz drogi główne nr 4 i nr 383.